# Paralimnophila (Paralimnophila) danbulla
Paralimnophila (Paralimnophila) danbulla is een tweevleugelige uit de familie steltmuggen (Limoniidae). De soort komt voor in het Australaziatisch gebied.